# Raion de Romny
Raion de Romny (em ucraniano:  Роменський район, transl. Romenskyj rajon) é um raion da Ucrânia localizado no Oblast de Sumy. Tem a cidade de Romny como centro administrativo, sendo que possuía uma população estimada em 107 509 habitantes no começo de 2022.
Após uma grande reorganização dos raions feita no ano de 2020, o distrito de Romny passou a ter uma área de 3 882,7 km² e incorporou a si dois antigos raions: Lypova Dolyna e Nedryhailiv.